# Sjevernokavkaska Sovjetska Republika
Sjevernokavkaska Sovjetska Republika (ruski: Северо-Кавказская Советская Республика) je bila dijelom Ruske SFSR. Postojala je od 7. srpnja do prosinca 1918. godine, a
sjedišta su joj bila u gradovima Jekaterinodaru (Krasnodaru) te u Pjatigorsku od kolovoza 1918. godine. Nastala je spajanjem Kubansko-crnomorske Sovjetske Republike, Stavropoljske Sovjetske Republike i Terečke Sovjetske Republike.